# 1956年メルボルンオリンピックの陸上競技
1956年メルボルンオリンピックの陸上競技（1956ねんメルボルンオリンピックのりくじょうきょうぎ）は、1956年11月23日から12月1日までの競技日程で実施された。

## 概要
前回大会まで行われていた男子10km競歩が20km競歩となり、男子は24種目、女子は9種目で争われた。

## 競技結果

### 男子
| 種目         | 金 | 金        | 銀                                                                                             | 銀        | 銅 | 銅        |
| ------------ | --- | --------- | ---------------------------------------------------------------------------------------------- | --------- | --- | --------- |
| 100m         | ボビー・モロー アメリカ合衆国 (USA)                                                                      | 10秒5     | セイン・ベーカー アメリカ合衆国 (USA)                                                          | 10秒5     | ヘクター・ホーガン オーストラリア (AUS)                                                                  | 10秒6     |
| 200m         | ボビー・モロー アメリカ合衆国 (USA)                                                                      | 20秒6     | アンディ・スタンフィールド アメリカ合衆国 (USA)                                                | 20秒7     | セイン・ベーカー アメリカ合衆国 (USA)                                                                    | 20秒9     |
| 400m         | チャーリー・ジェンキンス アメリカ合衆国 (USA)                                                            | 46秒7     | カール＝フリードリッヒ・ハース 東西統一ドイツ (EUA)                                            | 46秒8     | ヴォイット・ヘルステン フィンランド (FIN)                                                                | 47秒0     |
| 400m         | チャーリー・ジェンキンス アメリカ合衆国 (USA)                                                            | 46秒7     | カール＝フリードリッヒ・ハース 東西統一ドイツ (EUA)                                            | 46秒8     | アルダリオン・イグナチェフ ソビエト連邦 (URS)                                                            | 47秒0     |
| 800m         | トーマス・コートニー アメリカ合衆国 (USA)                                                                | 1分47秒7  | デレク・ジョンソン イギリス (GBR)                                                              | 1分47秒8  | アウドゥン・ボイセン ノルウェー (NOR)                                                                    | 1分48秒1  |
| 1500m        | ロナルド・デラニー アイルランド (IRL)                                                                    | 3分41秒2  | クラウス・リヒツェンハイン 東西統一ドイツ (EUA)                                                | 3分42秒0  | ジョン・ランディ オーストラリア (AUS)                                                                    | 3分42秒0  |
| 5000m        | ウラジミール・クーツ ソビエト連邦 (URS)                                                                  | 13分39秒6 | ゴードン・ピリー イギリス (GBR)                                                                | 13分50秒6 | デレク・イボットソン イギリス (GBR)                                                                      | 13分54秒4 |
| 10000m       | ウラジミール・クーツ ソビエト連邦 (URS)                                                                  | 28分45秒6 | ヨージェフ・コヴァックス ハンガリー (HUN)                                                      | 28分52秒4 | アラン・ローレンス オーストラリア (AUS)                                                                  | 28分53秒6 |
| マラソン     | アラン・ミムン フランス (FRA)                                                                            | 2:25:00   | フラニョ・ミハリッチ ユーゴスラビア (YUG)                                                      | 2:26:32   | ヴェイッコ・カルヴォネン フィンランド (FIN)                                                              | 2:27:47   |
| 110mハードル | リー・カルホーン アメリカ合衆国 (USA)                                                                    | 13秒5     | ジャック・デービス アメリカ合衆国 (USA)                                                        | 13秒5     | ジョエル・シャンクル アメリカ合衆国 (USA)                                                                | 14秒1     |
| 400mハードル | グレン・デービス アメリカ合衆国 (USA)                                                                    | 50秒1     | エディー・サザーン アメリカ合衆国 (USA)                                                        | 50秒8     | ジョシュ・カルブレス アメリカ合衆国 (USA)                                                                | 51秒6     |
| 3000m障害    | クリス・ブラッシャー イギリス (GBR)                                                                      | 8分41秒2  | サーンドル・ロズニョイ ハンガリー (HUN)                                                        | 8分43秒6  | エルンスト・ラルセン ノルウェー (NOR)                                                                    | 8分44秒0  |
| 4x100mリレー | アメリカ合衆国 アイラ・マーチソン リーモン・キング セイン・ベーカー ボビー・モロー                       | 39秒5     | ソビエト連邦 レオニード・バルテネフ ボリス・トカレフ ユーリ・コノバロフ ウラジミール・スハレフ | 39秒8     | 東西統一ドイツ ローター・クネルツァー レオンハルト・ポール ハインツ・フュッテラー マンフレート・ゲルマー | 40秒3     |
| 4x400mリレー | アメリカ合衆国 チャーリー・ジェンキンス ルイス・ジョーンズ ジェシー・マッシュバーン トーマス・コートニー | 3分04秒8  | オーストラリア グラハム・ギプソン レオン・グレゴリー デヴィッド・リーン ケバン・ゴスパー       | 3分06秒2  | イギリス フランシス・ヒギンズ マイケル・ウィーラー ジョン・ソールズベリー デレク・ジョンソン             | 3分07秒2  |
| 20km競歩     | レオニード・スピーリン ソビエト連邦 (URS)                                                                | 1:31:27   | アンタナス・ミケーナス ソビエト連邦 (URS)                                                      | 1:32:03   | ブルーノ・ユンク ソビエト連邦 (URS)                                                                      | 1:32:12   |
| 50km競歩     | ノーマン・リード ニュージーランド (NZL)                                                                  | 4:30:42   | エフゲニー・マスキンスコフ ソビエト連邦 (URS)                                                  | 4:32:57   | ヨーン・リュングレン スウェーデン (SWE)                                                                  | 4:35:02   |
| 走幅跳       | グレッグ・ベル アメリカ合衆国 (USA)                                                                      | 7m83cm    | ジョン・ベネット アメリカ合衆国 (USA)                                                          | 7m68cm    | ヨルマ・バルカマ フィンランド (FIN)                                                                      | 7m48cm    |
| 三段跳       | アデマール・ダ・シルバ ブラジル (BRA)                                                                    | 16m35cm   | ヴィルヒャルマー・アイナルソン アイスランド (ISL)                                              | 16m26cm   | ヴィトールド・クレール ソビエト連邦 (URS)                                                                | 16m02     |
| 走高跳       | チャールズ・ダマス アメリカ合衆国 (USA)                                                                  | 2m12cm    | チャールズ・ポーター オーストラリア (AUS)                                                      | 2m10cm    | イゴール・カシカロフ ソビエト連邦 (URS)                                                                  | 2m08cm    |
| 棒高跳       | ボブ・リチャーズ アメリカ合衆国 (USA)                                                                    | 4m56cm    | ボブ・グトフスキー アメリカ合衆国 (USA)                                                        | 4m53cm    | ゲオルギオス・ルバニス ギリシャ (GRE)                                                                    | 4m50cm    |
| 砲丸投       | パリー・オブライエン アメリカ合衆国 (USA)                                                                | 18m57cm   | ビル・ニーダー アメリカ合衆国 (USA)                                                            | 18m18cm   | イジー・スコブラ チェコスロバキア (TCH)                                                                  | 17m65cm   |
| 円盤投       | アル・オーター アメリカ合衆国 (USA)                                                                      | 56m36cm   | フォーチュン・ゴーディエン アメリカ合衆国 (USA)                                                | 54m81cm   | デズ・コック アメリカ合衆国 (USA)                                                                        | 54m40cm   |
| ハンマー投   | ハロルド・コノリー アメリカ合衆国 (USA)                                                                  | 63m19cm   | ミハイル・クリボノソフ ソビエト連邦 (URS)                                                      | 63m03cm   | アナトリー・サモツベトフ ソビエト連邦 (URS)                                                              | 62m56cm   |
| やり投       | エギル・ダニエルセン ノルウェー (NOR)                                                                    | 85m71cm   | ヤヌス・シドウォ ポーランド (POL)                                                              | 79m98cm   | ビクトル・チブレンコ ソビエト連邦 (URS)                                                                  | 79m50cm   |
| 十種競技     | ミルトン・キャンベル アメリカ合衆国 (USA)                                                                | 7937点    | レイファー・ジョンソン アメリカ合衆国 (USA)                                                    | 7587点    | ワシリー・クズネツォフ ソビエト連邦 (URS)                                                                | 7465点    |

### 女子
| 種目         | 金 | 金      | 銀                                                                                       | 銀      | 銅                                                                                               | 銅      |
| ------------ | --- | ------- | ---------------------------------------------------------------------------------------- | ------- | ------------------------------------------------------------------------------------------------ | ------- |
| 100m         | ベティ・カスバート オーストラリア (AUS)                                                                            | 11秒5   | クリスタ・シュトゥブニック 東西統一ドイツ (EUA)                                          | 11秒7   | マリーン・マシューズ オーストラリア (AUS)                                                        | 11秒7   |
| 200m         | ベティ・カスバート オーストラリア (AUS)                                                                            | 23秒4   | クリスタ・シュトゥブニック 東西統一ドイツ (EUA)                                          | 23秒7   | マリーン・マシューズ オーストラリア (AUS)                                                        | 23秒8   |
| 80mハードル  | シャーリー・ストリックランド・デ・ラ・ハンティ オーストラリア (AUS)                                                | 10秒7   | ギゼラ・ケーラー 東西統一ドイツ (EUA)                                                    | 10秒9   | ノーマ・スローワー オーストラリア (AUS)                                                          | 11秒0   |
| 4x100mリレー | オーストラリア シャーリー・ストリックランド・デ・ラ・ハンティ ノーマ・クロッカー フラー・メラー ベティ・カスバート | 44秒5   | イギリス アン・パシュリー ジーン・スクリヴンズ ジューン・フォールズ ヘザー・アーミテージ | 44秒7   | アメリカ合衆国 メイ・ファッグス マーガレット・マシューズ ウィルマ・ルドルフ イザベル・ダニエルズ | 44秒9   |
| 走高跳       | ミルドレッド・マクダニエル アメリカ合衆国 (USA)                                                                    | 1m76cm  | テルマ・ホプキンス イギリス (GBR)                                                        | 1m67cm  | 該当者なし                                                                                       |         |
| 走高跳       | ミルドレッド・マクダニエル アメリカ合衆国 (USA)                                                                    | 1m76cm  | マリア・ピサレワ ソビエト連邦 (URS)                                                      | 1m67cm  | 該当者なし                                                                                       |         |
| 走幅跳       | エルジュビェタ・クシェシンスカ ポーランド (POL)                                                                    | 6m35cm  | ウィリー・ホワイト アメリカ合衆国 (USA)                                                  | 6m09cm  | ナデジダ・ドバリシビリ ソビエト連邦 (URS)                                                        | 6m07cm  |
| 砲丸投       | タマラ・テシケビッチ ソビエト連邦 (URS)                                                                            | 16m59cm | ガリナ・ジビナ ソビエト連邦 (URS)                                                        | 16m53cm | マリアンネ・ヴェルナー 東西統一ドイツ (EUA)                                                      | 15m61cm |
| 円盤投       | オルガ・フィコトワ チェコスロバキア (TCH)                                                                          | 53m69cm | イリーナ・ベグリャコワ ソビエト連邦 (URS)                                                | 52m54cm | ニーナ・ポノマリョワ ソビエト連邦 (URS)                                                          | 52m02cm |
| やり投       | イネセ・ヤウンゼム ソビエト連邦 (URS)                                                                              | 53m86cm | マルレーネ・アーレンス チリ (CHI)                                                        | 50m38cm | ナデジダ・コニャーエワ ソビエト連邦 (URS)                                                        | 50m28cm |

## 各国メダル数
| 順 | 国・地域               | 金 | 銀 | 銅 | 計 |
| -- | ---------------------- | -- | -- | -- | -- |
| 1  | アメリカ合衆国 (USA)   | 16 | 10 | 5  | 31 |
| 2  | ソビエト連邦 (URS)     | 5  | 7  | 10 | 22 |
| 3  | オーストラリア (AUS)   | 4  | 2  | 6  | 12 |
| 4  | イギリス (GBR)         | 1  | 4  | 2  | 7  |
| 5  | ポーランド (POL)       | 1  | 1  | 0  | 2  |
| 6  | ノルウェー (NOR)       | 1  | 0  | 2  | 3  |
| 7  | チェコスロバキア (TCH) | 1  | 0  | 1  | 2  |
| 8  | ブラジル (BRA)         | 1  | 0  | 0  | 1  |
| 8  | フランス (FRA)         | 1  | 0  | 0  | 1  |
| 8  | アイルランド (IRL)     | 1  | 0  | 0  | 1  |
| 8  | ニュージーランド (NZL) | 1  | 0  | 0  | 1  |
| 12 | 東西統一ドイツ (EUA)   | 0  | 5  | 2  | 7  |
| 13 | ハンガリー (HUN)       | 0  | 2  | 0  | 2  |
| 14 | チリ (CHI)             | 0  | 1  | 0  | 1  |
| 14 | アイスランド (ISL)     | 0  | 1  | 0  | 1  |
| 14 | ユーゴスラビア (YUG)   | 0  | 1  | 0  | 1  |
| 17 | フィンランド (FIN)     | 0  | 0  | 3  | 3  |
| 18 | ギリシャ (GRE)         | 0  | 0  | 1  | 1  |
| 18 | スウェーデン (SWE)     | 0  | 0  | 1  | 1  |